# S/2003 J 10
S/2003 J 10 — нерегулярный спутник Юпитера.

## Открытие
Был обнаружен 6 февраля 2003 года группой астрономов из Гавайского университета под руководством Скотта Шеппарда. Спутник пока не получил официальное название.
12 октября 2022 года Центр малых планет опубликовал циркуляр с наблюдениями спутника на нескольких обсерваториях с 2003 по 2021 год (ранее были известны только наблюдения 2003 года). Таким образом, этот утерянный спутник удалось найти.

## Орбита
S/2003 J 10 совершает полный оборот вокруг Юпитера на расстоянии в среднем 23 041 000 км за 716 дней и 6 часов. Орбита имеет эксцентриситет 0,214. Наклон ретроградной орбиты 165°. Принадлежит к группе Карме.

## Физические характеристики
Размер S/2003 J 10 составляет около 3 км. Плотность оценивается в 2,6 г/см3, так как спутник предположительно состоит в основном из силикатных пород. Альбедо поверхности оценивают в 0,04 (очень тёмная). Звёздная величина равна 23,6m.